# История на Гренландия
Историята на Гренландия, най-големия остров в света, е история на живота при екстремни арктически условия – около 84% от площта на острова е покрита с лед, което ограничава обитаемите зони до крайбрежието.
Гренландия е неизвестна в Европа до 10 век, когато е открита от норвежки викинги, объркали пътя за Исландия. Въпреки че при пристигането на викингите островът е необитаем, дълго преди това там са живели хора. Преките предшественици на съвременните инуити пристигат около 1200. В продължение на стотици години инуитите са единствените жители на Гренландия, но Дания, основавайки се на спомена за викингското заселване, предявява претенции към територията и колонизира острова през 18 век. Наложени са колониални привилегии, като монопол върху търговията.
По време на Втората световна война Гренландия е ефективно откъсната, социално и икономически, от Дания и става по-близка до САЩ и Канада. След войната контролът е върнат на Дания и колониалният статус е окончателно премахнат. Макар че Гренландия все още е част от Кралство Дания, от 1979 тя се ползва с вътрешна автономия. Островът е единствената територия, освен Великобритания, напуснала Европейския съюз.

## Ранни палеоескимоски култури
След изчезването на ранната култура Дорсет, островът остава необитаем за няколко столетия.

## Норвежко заселване
През 980-те исландските викинги са първите европейци, достигнали Гренландия. Островът е необитаем и те се заселват на югозападния бряг. Името Гренландия (Gronland, „зелена страна“) е от времето на колонизацията. Инуитите наричат острова Kalaallit Nunaat („наша страна“) и значението му е спорно. Според някои тази част от крайбрежието действително е била зелена по това време поради средновековния климатичен оптимум, докато други предполагат, че това е по-скоро маркетингов трик за привличане на заселници.
През 982 Ерик Червенокосия е изгонен от Исландия, след като извършва убийство, и след пристигането си в Гренландия прекарва там 3 години, изследвайки крайбрежието. След това се връща в Исландия, за да събере хора за заселване на острова. Според сагите годината на установяване на колонията е 985, когато 25 кораба заминават от Исландия, водени от Ерик Червенокосия.

Само 14 от тях достигат Гренландия. Тази дата е потвърдена приблизително от радиовъглеродно датиране на останки от първото селище при Братахилд (днес Касиарсук), което сочи дата около 1000 г. Викингите се заселват на 2 отделни места – Ейстрибиге и Вестрибиге, и двете на западния бряг. Според легендата през 1000 г. синът на Ерик – Лейф Ериксон, напуска колонията, за да основе Винланд (смята се, че е разположен в Нюфаундленд).
Гренландската колония достига размер от 3000 до 5000 души, като са открити следи от поне 400 ферми. Това е значителен размер (днешното население на Гренландия е 56 000 души) и колонията изнася в Европа моржови бивни. Според източник от 13 век сред износните продукти на острова са въжета, овце, тюлени и говежди кожи. Колонията внася от Европа желязо и може би дървен материал. Търговските кораби пътуват до Гренландия всяка година.
През 1126 в Гареар (днес Игалику) е основан църковен диоцез. Той е подчинен на архиепископа на Тронхайм в Норвегия. Открити са останки от поне пет църкви от викингския период. През 1261 населението приема и върховенството на норвежкия крал, макар че запазва собствените си закони. През 1380 Норвегия влиза в лична уния с Кралство Дания.
Въпреки всичко скандинавската колония не процъфтява. Вестрибиге е изоставен в края на 14 век. През 1378 в Гареар вече няма епископ. След 1408, когато е записана сватба, няма писмени свидетелства от заселниците. Ейстрибриге вероятно изчезва в края на 15 век, въпреки че точна дата не е установена. Най-скорошната радиовъглеродна дата, измерена в норвежките селища, е 1430 ± 15 години.
Вероятно изчезването на селището е предизвикано от промяна на климата. Друга хипотеза е, че почвата се изтощила от прекалена експлоатация. Друга възможна причина е, че сахарската търговия със слонова кост подкопава пазара на моржови бивни. Липсата на адаптивност към променящите се условия е частично отхвърлена от последните изследвания, които показват, че преди края на периода норвежците променят диетата си от 80% земеделска храна на 80% морска. Други хипотези свързват изчезването на колонията с намаляване на населението вследствие на Черната смърт или с нападения на баски или английски пирати.

## Късни култури дорсет и туле
Възможно е норвежците да не са били сами на острова при пристигането си. Също е възможно те да са били изпреварени от нова вълна арктически народи, идващи от запад, късната култура Дорсет. Тя обаче е ограничена до крайния северозапад на Гренландия, далеч от викингите, които живеят близо до южния бряг. Културата Дорсет изчезва около 1300, приблизително по времето на изчезване на западното норвежко селище. В района на тази култура има археологически свидетелства за места на събиране на четири до трийсет семейства, живеещи заедно известно време в хода на своите циклични миграции.
Около 1200 нова арктическа култура – туле, пристига от запад. Културата туле вероятно възниква около 1000 в Аляска. Те се заселват южно от късната култура Дорсет и заемат обширни райони от гренландското западно и източно крайбрежие. Тези народи, предшественици на днешните инуити, са гъвкави и ловуват почти всички животни на сушата и в океана. Все по-уседнали, те натрупват значителни запаси от храна, за да избегнат зимния глад. Първоначално туле избягват крайните северни райони, които са заселени отново едва след нова миграционна вълна от Канада през 19 век.
Характерът на контактите между туле, дорсет и норвежците не е ясен, но може би е включвало елементи на търговия. Равнището на контактите е предмет на продължаваща дискусия, като се обсъжда възможна търговия на викингите с туле или дорсет в Канада, както е възможно и ограбване на изоставените норвежки селища. Няма данни за викингски стоки в гренландските селища на дорсет, с изключение на някои нетърговски предмети.
В някои разкази се говори за конфликти между дорсет и норвежците, както и за отвличания от двете страни. Тези спорове може да са допринесли за изчезването на норвежката култура, както и на късната култура Дорсет, но повечето учени считат, че това не е основният фактор за това. Каквато и да е причината, културата туле явно се справя по-добре, защото продължава съществуването си и днес.

## Датска колонизация
През 1536 Дания и Норвегия са официално обединени и Гренландия започва да се разглежда като датско, а не норвежко владение. Въпреки прекъснатите контакти датският крал продължава да претендира за върховенство над острова. През 1660-те това е отбелязано с включването на бяла мечка в герба на Дания. През 17 век ловът на китове отвежда британски, нидерландски и германски кораби до Гренландия, където понякога китовете са обработвани на брега, но без да се установят постоянни селища. През 1721 смесена експедиция от търговци и духовници, водена от норвежкия мисионер Ханс Егеде, е изпратена в Гренландия. Те не знаят дали там е останала някаква цивилизация и са притеснени, че ако това е така, хората там може все още да са католици – 200 години след Реформацията в скандинавските страни. Експедицията може да се разглежда и като част от датската колонизация на Америка. Постепенно Гренландия става отворена за датски търговски компании и затворена за тези от други страни. Новосъздадената колония е съсредоточена около Годтхаб („Добра надежда“, днес Нуук) на югозападния бряг. Част от инуитите, живеещи в близост до търговските станции, приемат християнството.
Когато Норвегия се отделя от Дания през 1814 след Наполеоновите войни, колониите, включително Гренландия, остават датски. През 19 век не спира да расте интересът към района от страна на полярни изследователи и учени като Уилям Скорсби и Кнуд Расмусен. В същото време колониалният характер на първоначално търговски ориентираната датска цивилизация на Гренландия също се засилва. Мисионерската дейност постига голям успех. През 1861 е създаден първият вестник на гренландски език. В същото време датските закони продължават да са в сила за датските заселници.
В началото на 19 век Гренландия е почти ненаселена северно от 81° с.ш. с изключение на отделни групи ловци. През следващите десетилетия в тези райони се заселват нови инуитски семейства, имигрирали от Канада, като последната такава група пристига през 1864. В същото време източната част на острова се обезлюдява, поради влошаващите се икономически условия.
През 1862 – 1863 са проведени първите демократични избори за окръжни събрания на Гренландия, въпреки че не е допуснато създаването на събрание за целия остров. През 1911 са създадени 2 ландстига – поотделно за Северна и за Южна Гренландия. Те са обединени едва през 1951. През това време всички решения се вземат в Копенхаген, където Гренландия не е представена.
Към края на 19 век датският търговски монопол е подложен на широка критика от търговците. Твърди се, че той принуждава местните жители да водят безполезен живот, потискайки потенциално значителната риболовна промишленост. Все пак много гренландци са доволни от положението, тъй като според тях монополът е гаранция за бъдещето на промишления лов на китове. Датчаните постепенно изместват своите инвестиции към риболовната промишленост.

## Стратегическа важност
След като през 1905 Норвегия получава пълна независимост, тя отказва да признае датския суверенитет над Гренландия, която много норвежци разглеждат като старо норвежко владение. През 1931 норвежкият китоловец Халвард Деволд по собствена инициатива окупира необитаемия източен бряг на Гренландия. Окупацията е подкрепена post factum от норвежкото правителство. 2 години по-късно Постоянният международен съд се произнася в полза на Дания и решението е прието от норвежка страна.
По време на Втората световна война военните операции на Германия достигат Гренландия. Хенрик Кауфман, датският посланик в САЩ, който вече е отказал да признае германската окупация на Дания, подписва на 9 април 1941 договор със Съединените щати, с който се разрешава на американските въоръжени сили да създават бази в Гренландия. Вследствие на трудностите на датското правителство да управлява острова във военните условия и на успешния износ, най-вече на криолит, Гренландия придобива сравнително независим статут. Снабдяването ѝ със стоки е гарантирано от Съединените щати и Канада.
По време на Студената война Гренландия придобива стратегическа важност поради контрола над преминаването от съветските арктически бази към Атлантическия океан, както и като база за наблюдение на използването на междуконтинентални балистични ракети, преминаващи над Арктика. Съединените щати проявяват силен интерес към това разположение и през 1951 договорът Кауфман е заменен с нов. Военновъздушната база Туле в Туле (днес Канаак) на северозапад е превърната в постоянна. През 1953 инуитски семейства са принудени от датското правителство да се изселят, за да дадат възможност за разширение на базата. По тази причина тя става източник на напрежение между Дания и жителите на Гренландия. Те се усилват след ядрен инцидент на 21 януари 1968 – бомбардировач „B-52“ с 4 водородни бомби се разбива близо до базата и големи количества плутоний изтичат върху леда. Въпреки че повечето плутоний е събран, местните жители продължават да говорят за предизвикани от него деформации при животните.

## Автономно управление
Колониалният статут на Гренландия е премахнат през 1953, когато тя става съставна част на Датското кралство с представители във Фолкетинга. Дания приема програма за предоставяне на медицински и образователни услуги на гренландците. За тази цел населението все повече се концентрира в градовете. Тъй като по-голямата част от него се състои от рибари, които трудно си намират работа там, тези миграции допринасят за безработицата и други социални проблеми в съвременна Гренландия.
Когато Дания се ангажира с европейското сътрудничество, довело по-късно до създаването на Европейския съюз, търканията с бившата колония се засилват. Според гренландците европейският митнически съюз ще навреди на търговските им връзки, насочени предимно към неевропейски страни, като Съединените щати и Канада. След като Дания се присъединява към Европейската икономическа общност през 1973, въпреки че 70% от гренландците гласуват против на референдума, много жители считат, че представителството в Копенхаген не е достатъчно, и местните партии започват да се обявяват за самоуправление на острова. През 1979 влиза в сила закон за автономията на Гренландия, гласуван от Фолкетинга предишната година. На 23 февруари 1982 53% от гренландците гласуват за напускане на Европейската общност, което се осъществява през 1985.
Автономна Гренландия се самоопределя като инуитска страна. Датските наименования са заменени с инуитски. Центърът на датската цивилизация на острова – Годтхаб, става Нуук, столица на една почти независима страна. През 1985 е въведно знаме на Гренландия с цветовете на датския Данеброг. Въпреки това натискът за пълна независимост все още е слаб.
Международните отношения – област, ръководена по-рано от Дания, сега до голяма степен, макар и не напълно, са отговорност на автономното правителство. След напускането на Европейската общност Гренландия сключва специален договор с Европейския съюз. Освен това тя влиза в някои малки организации заедно с Исландия и Фарьорските острови, както и с инуитските общности в Канада и Русия. През 1996 Гренландия е сред основателите на Арктическия съвет – организация, насочена към екологичното сътрудничество в Арктика. Важен въпрос са преговорите около американската база Туле, в които пряко участва автономното правителство на Гренландия. Според Комисията за самоуправление с мандат през 1999 – 2003 Гренландия трябва да настоява за превръщане на базата в международна станция за контрол на спътниците и наблюдение под контрола на ООН. 
Въпреки че съвременната технология, най-вече прогресът на авиацията, прави Гренландия много по-достъпна, столицата Нуук все още няма международно летище (вижте Транспорт в Гренландия). Телевизионните емисии започват едва през 1982.